# Homer drží hladovku
Homer drží hladovku (v anglickém originále Hungry, Hungry Homer) je 15. díl 12. řady (celkem 263.) amerického animovaného seriálu Simpsonovi. Scénář napsal John Swartzwelder a díl režírovala Nancy Kruseová. V USA měl premiéru dne 4. března 2001 na stanici Fox Broadcasting Company a v Česku byl poprvé vysílán 12. listopadu 2002 na stanici ČT1.

## Děj
Rodina Simpsonových navštíví Blockoland, zábavní park podobný Legolandu, který je celý z kostek. Když Líza zjistí, že stavebnici Eiffelovy věže, kterou si koupila, chybí jeden dílek, přemluví Homer prodavače v obchodě se suvenýry, aby jí ho dal. Homer, povzbuzen myšlenkou „postavit se za malého člověka“, přemluví dívku, která se líbí Bartovi, aby s ním šla na školní ples, přiměje majitele kosmetického salonu, aby Marge zdarma zesvětlil vlasy, a najde způsob, jak salonu snížit výdaje. Dále se snaží Lennymu vrátit peníze za jeho permanentky na baseballový tým Springfield Isotopes. Na baseballovém hřišti Isotopes se Homer setkává s majitelem týmu Howardem K. Duffem VIII, jenž odmítá vrátit peníze. Při spěšném odchodu Homer objeví místnost plnou zboží pro Albuquerque Isotopes a uvědomí si, že Howard plánuje tým přestěhovat. Howard to popírá, a aby zakryl pravdu, nechá Duffmana, aby omámil Homera a vyhodil jej v domě Simpsonových. 
Homer se pokusí varovat média před Howardovým plánem, ale než se mu podaří dovést novináře na stadion, Howard všechny důkazy odstraní. Homer, rozzlobený odmítnutím jeho tvrzení a označením za lháře, uspořádá hladovku, připoutá se na parkovišti ke sloupu a odmítá odejít nebo jíst, dokud Howard nepřizná pravdu. Poté, co Homer začne přitahovat pozornost veřejnosti, ho tým jednoho večera tajně přesune na baseballový stadion a v rámci reklamního triku ho nazve Hladový Homer. Veřejně tvrdí, že Homer nebude jíst, dokud Isotopes nevyhrají. Když se Homerovo zdraví zhoršuje a on začíná rychle hubnout, málem podlehne, když vidí, jak fanoušci na baseballovém stadionu jedí. Návštěva ducha Césara Cháveze (který na sebe vezme podobu Cesara Romera, protože Homer neví, jak Cháavez vypadá) ho však inspiruje, aby si stál za svým. 
V domnění, že se Homer zbláznil a že jeho popularita klesá, ho Howard odpoutá a při během zápasu Isotopes mu nabídne hot dog. Když se ho Homer chystá sníst, uvědomí si, že obsahuje ingredience v jihozápadním stylu, a rozzlobeně Howarda odsoudí. Při kontrole vlastních hot dogů fanoušci zjistí, že jejich obaly jsou označeny názvem týmu Albuquerque Isotopes, a uvědomí si, že Homer měl od začátku pravdu. Dav na Howarda bučí a Duffman se proti němu obrátí a vyhodí ho ze hřiště. Homer si vyslouží jásot davu, ukončí hladovku a dychtivě zhltne jídlo, jež mu dav hází. Starosta Albuquerque upustí od svého plánu ukrást Springfieldu tým a rozhodne se zaměřit na koupi Dallaských kovbojů s úmyslem donutit je hrát baseball místo fotbalu a prohlásí: „Já jsem totiž starosta Albuquerque!“.

## Produkce
Epizodu napsal John Swartzwelder a režírovala ji Nancy Kruseová. Mike Scully během 8. řady původně nadhodil díl, v němž si Homer pořídí motorku, nicméně město přijme zákon o helmě, který vyžaduje, aby jezdci nosili helmu, což vede Homera k tomu, že na protest začne držet hladovku. Scenáristé nápad, že Homer bude mít motorku, odložili (ačkoli byl použit v epizodě Marge jako rukojmí z 11. řady), ale drželi se Homera, který držel hladovku, dokud Al Jean nepředložil tuto epizodu. Další inspirací bylo, že se tým stěhoval do jiného města. Dan Castellaneta napsal text Homerovy písně „Dancing Away My Hunger Pains“. Závěrečná scéna se starostou, který oznamuje své plány na převzetí Dallaských kovbojů, byla vystřižena ze všech amerických repríz, ale byla k vidění v zámořských reprízách a na DVD kompletu 12. řady.

## Kulturní odkazy
Anglický název epizody je odkazem na stolní hru Hungry Hungry Hippos od společnosti Hasbro. 
Duffman, který se obrátí proti Howardu K. Duffovi a hodí ho přes plot, je odkazem na Dartha Vadera, jenž se obrátí proti císaři Palpatinovi ve filmu Star Wars: Epizoda VI – Návrat Jediů (1983).
Poté, co je Homer omámen, se probudí ležící na psí boudě, podobně jako Snoopy leží na své psí boudě v komiksu Peanuts. Později, když se Homer vrátí na stadion a najde soukromý pokoj prázdný, muž hraje na ztlumenou trubku „wah-wah“, což je opět odkaz na Peanuts. 
Když je Homer přivázán ke stožáru, dá Líza Homerovi ke čtení knihu Čemu věřím od Mika Farrella. Homer v ní listuje a říká: „No ne, on nesnáší Wayna Rogerse.“. To je narážka na postavy jmenovaných herců v seriálu M*A*S*H, v němž Farrellova postava B. J. Hunnicutta nahradila Rogersovu postavu Trappera Johna McIntyra.

## Přijetí
V původním americkém vysílání vidělo díl 10,0156 milionu domácností a získal rating 9,8/15, čímž se dostal do první dvacítky.
Colin Jacobson z DVD Movie Guide udělil dílu smíšené hodnocení, když napsal: „Ačkoli působí poněkud omšelým dojmem – dojmem, že jsme tuto epizodu už někdy viděli –, díl stále dokáže být poměrně účinný. Plný smíchu? Ne, ale má své momenty. Nebo se mi možná líbí jen proto, že od něj pochází slovo ‚hladový‘, které jsem dlouhá léta používal. Zapomněl jsem, že jsem ho ukradl z tohoto dílu!“.
Mac McEntire z DVD Verdictu o epizodě řekl, že nejlepším momentem byla v podstatě jakákoli scéna s Duffmanem.